# Asterina tetrazygiicola
Asterina tetrazygiicola är en svampart som beskrevs av Ahn & J.L. Crane 2004. Asterina tetrazygiicola ingår i släktet Asterina och familjen Asterinaceae.   Inga underarter finns listade i Catalogue of Life.